# Classificació internacional de malalties
La Classificació Internacional de Malalties o CIM, internacionalment conegut com a ICD (de l'anglès: Internacional Classification of Diseases) és la codificació de malalties, trastorns, traumatismes i del conjunt dels motius de recurs als serveis de salut. És publicada per l'Organització Mundial de la Salut, i és emprada a tot el món per classificar les causes de morbiditat i de mortalitat, amb finalitats diverses entre les quals les de política sanitària (finançament i l'organització dels serveis de salut), epidemiologia o aplicació clínica.
Les afeccions (símptomes, malalties, lesions traumàtiques, enverinaments) i els altres motius de recurs als serveis sanitaris són catalogats en la CIM amb una precisió que depèn de la seva importància, és a dir de la seva freqüència i de la intensitat del problema que en la salut pública comporten (per exemple, el capítol de les malalties infeccioses és el més extens i el més detallat perquè aquestes malalties són la primera causa mundial de morbiditat i de mortalitat). La CIM assigna a les entitats catalogades, segons el cas, un codi alfanumèric que fa servir entre tres i sis caràcters.
La CIM és la classificació central de la WHO Family of International Classifications (WHO-FIC) (en català, la Família de Classificacions Internacionals de l'OMS).

## Nomenclatura
La denominació completa de la CIM, segons el referent de l'equivalent de l'acrònim anglès, ICD, és «Classificació estadística internacional de les malalties i dels problemes de salut connexos» (en anglès: Internacional Statistical Classification of Diseases and Related Health Problems). Actualment, seria sobrera la paraula estadística, ja que des de la substitució del paper per ordinadors (per part dels professionals de la salut), s'utilitza clínicament: els codis serveixen de denominació de la "carpeta virtual" on es "posen" els cursos clínics (la visita, els informes) i procediments (petició d'anàlisis, altres proves complementàries; o els resultats d'aquestes proves) relacionats.

## Història
Va ser concebuda «per a permetre l'anàlisi sistemàtica, la interpretació i la comparació de les dades de mortalitat i de morbiditat recollides en diferents països o regions en èpoques diferents». La seva història va començar amb la classificació de les causes de defunció de Jacques Bertillon (1893). Aquesta classificació va conèixer cinc revisions decennals fins al 1938. En la seva creació el 1945, es va confiar a l'OMS l'evolució de la classificació de Bertillon que es va fer el 1948, amb la sisena revisió la CIM passava a interessar-se també per les causes de la morbiditat.
Els treballs per a l'elaboració de la desena revisió (CIM-10, en anglès: ICD-10) actualment utilitzada (2006) van començar el 1983 i van ser acabats el 1992. Havent vist la CIM-9 el dia el 1975, la CIM-10 ha trencat el ritme decennal de les revisions. Un dels motius n'és la importància de les modificacions efectuades. L'OMS havia previst que les revisions decennals serien reemplaçades per posades al dia. La primera ha estat publicada el 1996, seguida d'altres segons un ritme anual. La CIM ha pres amb el temps una utilitat creixent.

## Versions
N'hi ha hagut diverses versions entre les més recents el CIM-9 i el CIM-10. El CIM-11 es preveu que l'esborrany final estarà enllestit el 2014, i que hi haurà tres versions diferents de la nova CIM-11:
- Succinta: per al seu ús en atenció primària.
- Detallada: per al seu ús en serveis especialitzats.
- Avançada: per al seu ús en investigació.